# Máscara de Pakal
La máscara de Pakal es una pieza funeraria de jade encontrada en la tumba de K'inich Janaab' Pakal, gobernante de la antigua ciudad maya de Palenque en el estado mexicano de Chiapas. La pieza fue encontrada en 1952 por el arqueólogo Alberto Ruz Lhuillier en el interior de la tumba de este gobernante en el Templo de las Inscripciones como pieza principal de su ajuar funerario. Fue restaurada en la década de 2000 con objeto de intentar recuperar el aspecto original de la máscara que correspondería a los rasgos fisonómicos de Pakal. La máscara está considera una obra maestra del arte maya y forma parte de la colección del Museo Nacional de Antropología de México siendo una de las piezas de mayor valor de todo el museo.
La pieza original estuvo formada por más de 340 teselas de jade de por al menos 6 tonalidades diferentes de verde, 4 aplicaciones de concha y 2 discos de obsidiana decorados con pigmento negro que simulan las pupilas.